# Христенко Олег Миколайович
Оле́г Микола́йович Христе́нко — український військовий, командир 128 окремої гірсько-піхотної бригади, полковник.

## Нагороди
- Орден Данила Галицького (2013) — За вагомий особистий внесок у захист державного суверенітету, забезпечення конституційних прав і свобод громадян, зміцнення економічної безпеки держави, високопрофесійне виконання службового обов'язку та з нагоди 22-ї річниці незалежності України[1]